# DHRS12
DHRS12 (англ. Dehydrogenase/reductase 12) – білок, який кодується однойменним геном, розташованим у людей на 13-й хромосомі. Довжина поліпептидного ланцюга білка становить 317 амінокислот, а молекулярна маса — 35 146.
| 10         |  | 20         |  | 30         |  | 40         |  | 50         |
| ---------- |  | ---------- |  | ---------- |  | ---------- |  | ---------- |
| MSLYRSVVWF |  | AKGLREYTKS |  | GYESACKDFV |  | PHDLEVQIPG |  | RVFLVTGGNS |
| GIGKATALEI |  | AKRGGTVHLV |  | CRDQAPAEDA |  | RGEIIRESGN |  | QNIFLHIVDL |
| SDPKQIWKFV |  | ENFKQEHKLH |  | VLINNAGCMV |  | NKRELTEDGL |  | EKNFAANTLG |
| VYILTTGLIP |  | VLEKEHDPRV |  | ITVSSGGMLV |  | QKLNTNDLQS |  | ERTPFDGTMV |
| YAQNKRQQVV |  | LTERWAQGHP |  | AIHFSSMHPG |  | WADTPGVRQA |  | MPGFHARFGD |
| RLRSEAQGAD |  | TMLWLALSSA |  | AAAQPSGRFF |  | QDRKPVSTHL |  | PLATASSSPA |
| EEEKLIEILE |  | QLAQTFK    |  |            |  |            |  |            |

A: Аланін

C: Цистеїн

D: Аспарагінова кислота

E: Глутамінова кислота

F: Фенілаланін

G: Гліцин

H: Гістидин

I: Ізолейцин

K: Лізин

L: Лейцин

M: Метіонін

N: Аспарагін

P: Пролін

Q: Глутамін

R: Аргінін

S: Серин

T: Треонін

V: Валін

W: Триптофан

Кодований геном білок за функцією належить до оксидоредуктаз. 
Задіяний у такому біологічному процесі, як альтернативний сплайсинг. 
Білок має сайт для зв'язування з НАД, НАДФ. 